# Monte Carlo (musikgrupp)
Monte Carlo är ett dansband från Mullsjö i Nordmalings kommun i Sverige. Bandet består i dag av Torgny Norén (trummor), Elly Norén (sång, keyboard), Urban Norén (gitarr, sång), Ulf Forslund (bas, sång), Hans Forslund (sång, gitarr) och Michael Arevärn (sång, gitarr). Bandet bildades 1969 och har gett ut ett album, Silvertråd och gyllene nålar, som släpptes 1978. Under 1970-talet spelade Monte Carlo ofta på danser runt om i Norrland. Nu för tiden (2009) gör de endast enstaka spelningar per år.

## Diskografi

### Album
| Titel                        | Utgivningsår |
| ---------------------------- | ------------ |
| Silvertråd och gyllene nålar | 1978         |